# Erateina tryphosa
Erateina tryphosa là một loài bướm đêm trong họ Geometridae.